# Germain Berthé
Germain Berthé (24 ottobre 1993) è un calciatore maliano, portiere del Real Bamako e della Nazionale maliana.

## Carriera

### Club
Ha sempre giocato nel campionato maliano e in quello guineano. Conta 17 presenze in Coppa della Confederazione CAF e 4 in CAF Champions League.

### Nazionale
Ha esordito in Nazionale nel 2014.